# Alfred Worden

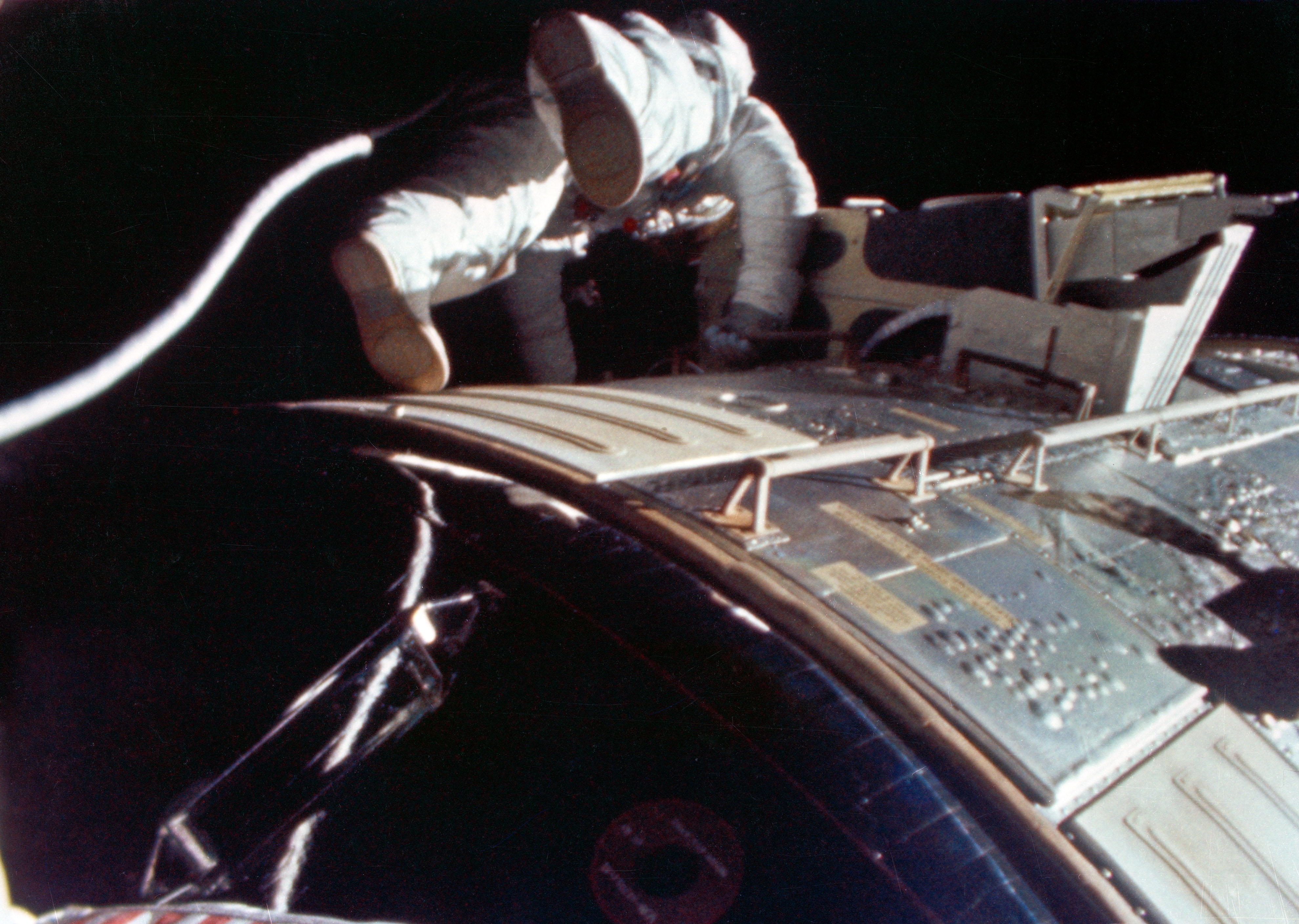
Alfred Worden podczas spaceru kosmicznego EVA.
Przed opuszczeniem orbity księżycowej, Worden na blisko czterdzieści minut wyszedł na zewnątrz modułu dowodzenia, aby wyjąć film z przedziału przyrządowego statku.

Alfred Merrill Worden (ur. 7 lutego 1932 w Jackson, zm. 18 marca 2020 w Houston) – amerykański astronauta, pułkownik United States Air Force.

## Wykształcenie i służba wojskowa
Szkołę średnią (Jackson High School) ukończył w rodzinnym Jackson.
- 1955 – ukończył studia w Akademii Wojskowej Stanów Zjednoczonych w West Point.
- Czerwiec 1955 – rozpoczął służbę w Siłach Powietrznych. Przeszkolenie lotnicze przeszedł w bazach: Moore i Laredo w Teksasie oraz Tyndall na Florydzie.
- 1957–1961 – służył w 95 eskadrze myśliwców przechwytujących (95th Fighter Interceptor Squadron) w bazie lotniczej Andrews w stanie Maryland.
- 1963 – uzyskał dyplom magistra inżynierii lotniczej na Uniwersytecie Michigan. W tym samym roku ukończył kurs dla pilotów-instruktorów w zakresie latania na przyrządach (Instrument Pilots Instructor School) w teksańskiej bazie lotniczej Randolph.
- Luty 1965 – ukończył szkołę dla pilotów doświadczalnych (Empire Test Pilots' School) w Farnborough w Wielkiej Brytanii.
- Sierpień 1965 – przeszedł kurs w szkole wojskowych pilotów doświadczalnych (Air Force Aerospace Research Pilot School) w bazie Edwards w Kalifornii. Po zakończonym szkoleniu służył w niej jako instruktor aż do chwili zakwalifikowania się do grupy astronautów NASA.
- Wrzesień 1975 – przeszedł do rezerwy w stopniu pułkownika United States Air Force.

Jako pilot wylatał 4000 godzin, z czego 2500 na samolotach z napędem odrzutowym.

## Kariera astronauty
- 4 kwietnia 1966 – zakwalifikował się do piątej grupy astronautów NASA (NASA 5(inne języki)).
- Marzec 1969 – podczas lotu statku Apollo 9 był w naziemnej załodze wspierającej oraz utrzymywał łączność (CapCom) z astronautami przebywającymi na orbicie.
- Listopad 1969 – wchodził w skład załogi rezerwowej misji Apollo 12. Podczas tej wyprawy był jednym z astronautów, którzy utrzymywali łączność (CapCom) z załogą statku kosmicznego.
- 26 lipca – 7 sierpnia 1971 – uczestniczył w wyprawie Apollo 15.
- Maj 1972 – został trwale odsunięty od udziału w lotach kosmicznych wskutek skandalu wywołanego faktem sprzedaży przez astronautów z załogi Apolla 15 blisko czterystu okolicznościowych kopert ze znaczkami, które bez wiedzy NASA ostemplowali podczas pobytu na Księżycu.
- 1972–1973 – był starszym pracownikiem naukowym w Ames Research Center, placówce badawczej NASA.
- 1973–1975 – pełnił funkcję szefa działu studiów systemowych (Systems Study Division) w Ames Research Center.
- Wrzesień 1975 – opuścił szeregi NASA.

### Apollo 15

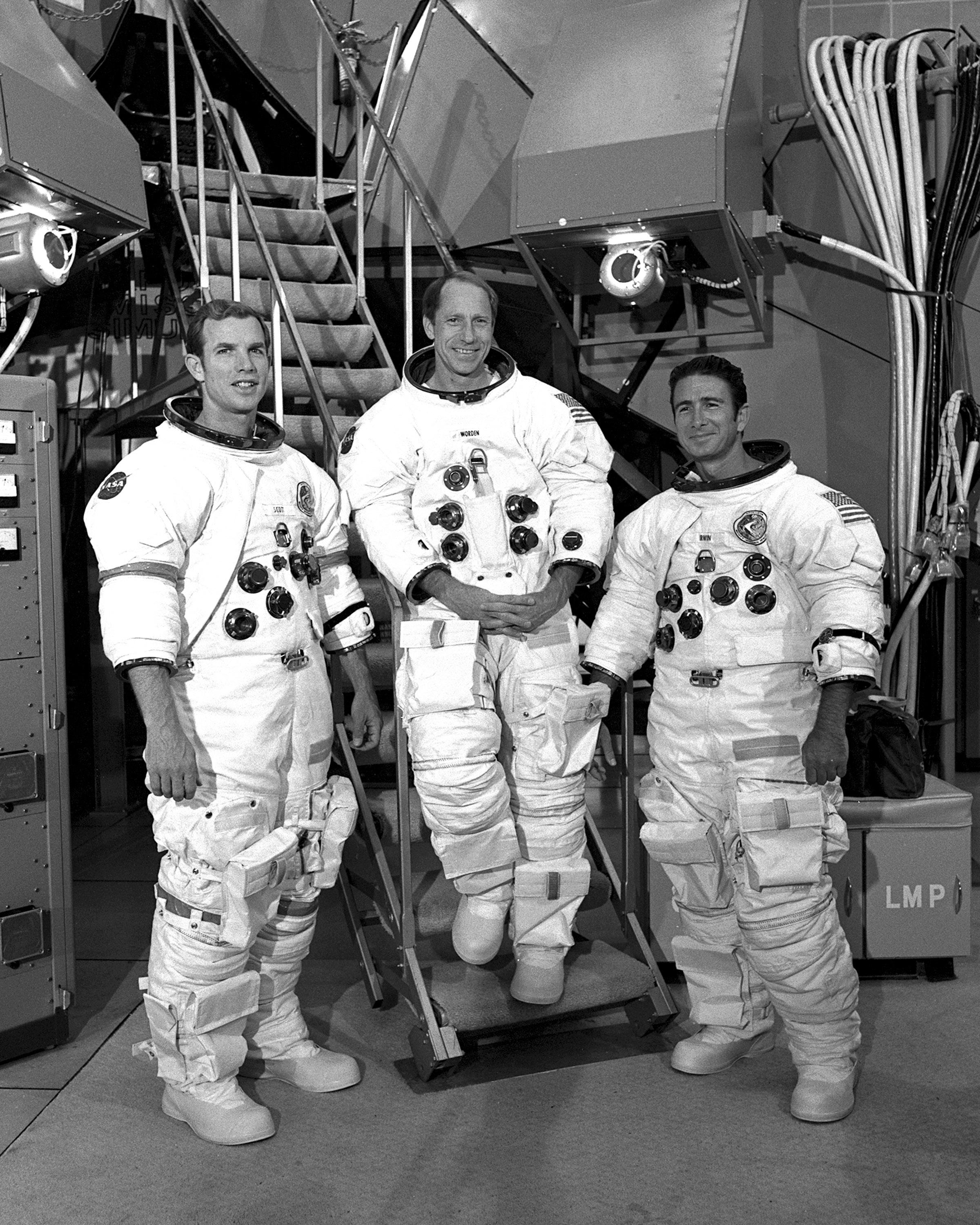
Załoga misji Apollo 15 na tle symulatora modułu księżycowego. Od lewej: David Scott, Alfred Worden i James Irwin

Podczas misji Apollo 15, która trwała od 26 lipca do 7 sierpnia 1971, był pilotem modułu dowodzenia „Endeavour”. Pozostałymi członkami wyprawy byli: David Scott – dowódca misji i James Irwin – pilot modułu księżycowego „Falcon”. 30 lipca 1971 Scott i Irwin wylądowali na Srebrnym Globie w rejonie tzw. szczeliny Hadleya, w okolicach księżycowych Apeninów. Astronauci po raz pierwszy byli wyposażeni w pojazd Lunar Roving Vehicle (LRV), który umożliwiał im poruszanie się po powierzchni Księżyca. Dzięki niemu pokonali trasę liczącą ponad 27 km podczas trzech spacerów księżycowych. Przebywali ponad 18 godzin poza modułem LM: 31 lipca – ponad sześć i pół, 1 sierpnia – ponad siedem i 2 sierpnia – blisko pięć. 67 godzin po lądowaniu na Księżycu astronauci wystartowali w drogę powrotną do modułu „Endeavour”, zabierając ze sobą próbki gruntu o łącznej masie 77 kg i ponad 1000 fotografii. Przed opuszczeniem orbity księżycowej Worden na blisko czterdzieści minut wyszedł na zewnątrz modułu dowodzenia, aby wyjąć film z przedziału przyrządowego statku.
7 sierpnia kapsuła Apollo 15 wodowała na Oceanie Spokojnym niespełna 2 km od jednostki ratowniczej – uderzeniowego okrętu desantowego USS „Okinawa”.

## Po opuszczeniu NASA
- 1975–1982 – był konsultantem w Northwood Institute.
- Od 1982 był prezesem firmy Maris Worden Aerospace, Inc. i wiceprezesem Jet Electronics and Technology. Później objął stanowisko wiceprezesa BF Goodrich Corporation, przedsiębiorstwa ze stanu Michigan.
- 1994 – został wiceprezesem New Business Development w Brecksville w Ohio.

## Odznaczenia i nagrody
- NASA Distinguished Service Medal (1971)
- Air Force Command Pilot Astronaut Wings (1971)
- Doktorat honorowy University of Michigan (1971)
- Universal Astronaut Insignia za lot orbitalny (nr 54, pośmiertnie) – Stowarzyszenie Uczestników Lotów Kosmicznych (Association of Space Explorers(inne języki))[2]

## Publikacje książkowe
- Hello Earth! Greetings from Endeavour! – zbiór wierszy
- I Want to Know About a Flight to the Moon – książka dla dzieci
- Falling to Earth (2011) – autobiografia

## Dane lotu
| Lot kosmiczny, w którym uczestniczył Alfred M. Worden                   | Lot kosmiczny, w którym uczestniczył Alfred M. Worden | Lot kosmiczny, w którym uczestniczył Alfred M. Worden | Lot kosmiczny, w którym uczestniczył Alfred M. Worden | Lot kosmiczny, w którym uczestniczył Alfred M. Worden | Lot kosmiczny, w którym uczestniczył Alfred M. Worden |
| Data startu                                                             | Data lądowania                                        | Statek kosmiczny                                      | Funkcja                                               | Czas trwania                                          |                                                       |
| ----------------------------------------------------------------------- | ----------------------------------------------------- | ----------------------------------------------------- | ----------------------------------------------------- | ----------------------------------------------------- | ----------------------------------------------------- |
| 26 lipca 1971                                                           | 7 sierpnia 1971                                       | Apollo 15                                             | Pilot modułu dowodzenia                               | 12 dni 7 godzin 11 minut i 53 sekundy                 |                                                       |
| Łączny czas spędzony w kosmosie – 12 dni 7 godzin 11 minut i 53 sekundy |                                                       |                                                       |                                                       |                                                       |                                                       |